# Nier: Automata
Nier: Automata (ニーア オートマタ, Nīa Ōtomata) é um jogo eletrônico de RPG de ação desenvolvido pela PlatinumGames e publicado pela Square Enix. Foi lançado em fevereiro de 2017 no Japão e mundialmente no mês seguinte para PlayStation 4 e Microsoft Windows, com uma versão para Xbox One estreando em junho de 2018. O jogo é uma sequência de Nier, um spin-off da série Drakengard. A história se passa milhares de anos no futuro em meio a uma guerra por procuração entre máquinas criadas por invasores alienígenas e andróides concebidos pelos remanescentes da humanidade, acompanhando os androides 2B, 9S e A2. A jogabilidade combina elementos de RPG com um combate voltado para a ação e uma mistura de outros gêneros.
O desenvolvimento começou em 2014, com o diretor Yoko Taro, o produtor Yosuke Saito e os compositores Keiichi Okabe e Keigo Hoashi retornando nas mesmas funções que tinham desempenhado no Nier original. A história foi baseada ao redor de temas similares aos trabalhos anteriores de Yoko, como o impulso para matar, ao mesmo tempo incorporando questões como o confronto do preconceito e a fuga de situações difíceis. O objetivo era fazer um jogo fiel ao espírito do original, mas que simultaneamente possuísse uma jogabilidade de combate melhor. A equipe da PlatinumGames enfrentou vários desafios no desenvolvimento das diversas mecânicas de jogo e do mundo aberto já que o estilo projeto era inteiramente novo para eles.
Automata foi anunciado pela primeira vez durante a conferência de imprensa da Square Enix na Electronic Entertainment Expo de 2015, porém seu título oficial e imagens de jogabilidade foram revelados posteriormente. Sua data de lançamento originalmente seria em novembro de 2016, porém o jogo foi adiado até fevereiro do ano seguinte por preocupações sobre seu desempenho comercial. O título foi muito bem recebido pela crítica especializada, que elogiou sua narrativa, profundidade temática, música e jogabilidade, enquanto as principais críticas centraram-se em problemas técnicos e visuais. Ele teve um bom desempenho comercial e vendeu mais de quatro milhões de unidades, também vencendo e sendo indicado a diversos prêmios.

## Jogabilidade

Um combate em Nier: Automata, mostrando 2B enfrentando um dos inimigos robóticos.

Nier: Automata é um RPG eletrônico de ação que se passa em uma Terra pós-apocalíptica milhares de anos depois do Nier original. O jogador assume o controle de androides de combate em um ambiente de mundo aberto. Além da navegação a pé, é possível usar itens especiais a fim de chamar animais selvagens para serem usados como montarias, com máquinas voadoras estando disponíveis em certas ocasiões para combater inimigos. A câmera muda de sua visão em terceira pessoa padrão para uma vista aérea ou lateral durante a navegação por certos ambientes. Algumas das áreas incluem quebra-cabeças de plataforma que requerem pulos entre plataformas ou obstáculos. O jogador pode realizar missões paralelas para personagens não jogáveis encontrados em locais centrais, onde também é possível comprar itens que restauram o medidor de vida ou aprimoram as habilidades.
O combate coloca o jogador enfrentando inimigos em tempo real dentro de uma variedade de ambientes. É possível utilizar ataques leves que são rápidos mas fracos, e também ataques pesados que são lentos mas poderosos. O jogador pode desviar de ataques inimigos durante o combate, com o personagem podendo adquirir uma invulnerabilidade temporária e lançar um contra-ataque de grande dano caso um botão seja pressionado no momento correto. O personagem tem o auxílio de um Pod, um assistente robótico voador que lança ataques à distância que podem ser customizados, desde disparos simples até um ataque em marreta. O personagem tem acesso a quatro tipos diferentes de armas: espadas curtas, montantes, braçadeiras e lanças. É possível alternar entre dois tipos de armas durante os ataques a fim de criar combinações. Ataques com armas diferentes podem ser carregados com o objetivo de infligir maiores danos. Armas encontradas ao redor do mundo de jogo possuem histórias próprias relacionadas com elas, um elemento também presente em Nier e na série Drakengard.
O jogador ganha pontos de experiência a medida que progride pelo jogo, aumentando sua vida, defesa e poder de ataque. Customização do personagem é feita por meio de chips, itens instalados no personagem jogável que ajustam suas características; estes chips podem fazer coisas como alterar o HUD para mostrar a vida e dano de um inimigo e conceder aprimoramentos ao jogador. O número de chips que podem ser instalados de uma vez é limitado pelo número de entradas que o personagem possui e pelo tamanho de cada chip. Esses chips podem ser comprados em lojas ou recolhidos de inimigos derrotados. Se o jogador morre, ele renasce no ponto de salvamento anterior. O personagem pode encontrar seu corpo original e recuperar seus antigos itens e pontos de experiência restantes para um bônus, ou tentar concertá-lo. Caso seja bem sucedido nos concertos, o corpo torna-se um aliado temporário, porém do contrário ele se transforma em um inimigo que o jogador pode derrotar para ganhar outro bônus.

## Sinopse

### Mundo
Nier: Automata compartilha o mesmo universo pós-apocalíptico que o Nier original, se passando após o quarto final do jogo. Não há nenhuma conexão narrativa direta com o resto da série, porém Automata possui a tradicional atmosfera sombria e as diferentes linhas de história presentes na série Drakengard. A história se passa milhares de anos depois de Nier e envolve uma guerra entre os restos da humanidade e um exército de máquinas invasoras vindas de outro planeta. A invasão inicial forçou a fuga da humanidade para a Lua. A humanidade eventualmente enviou de volta à Terra andróides de combate chamados de YoRHa com o objetivo de combaterem os invasores por meio de uma guerra por procuração. Esses andróides são privados de emoções e nomes de verdade, mas possuem atitudes particulares que os diferenciam entre si. A YoRHa é comandada a partir do Bunker, uma base de reconhecimento em órbita da Terra, e também da autossuficiente Resistência na superfície do próprio planeta.

### Personagens

Artes conceituais dos personagens A2, 9S e 2B.

A principal protagonista de Automata é YoRHa Nº 2 Modelo B, ou simplesmente 2B, uma modelo feminina de androide de batalha YoRHa cuja principais características são sua calma e compostura. Ela é acompanhada por 9S (YoRHa Nº 9 Modelo S), um androide de reconhecimento que demonstra mais emoções do que outras unidades YoRHa, e é observada por A2 (YoRHa Modelo A Nº 2), um protótipo obsoleto da linhagem de 2B com uma personalidade taciturna que frequentemente escolhe agir por conta própria. Outros personagens incluem a Comandante, a androide no comando do Bunker; Adão e Eva, irmãos gêmeos cujos objetivos são desconhecidos; Pascal, uma máquina que não gosta de conflito e deseja a paz; Devola e Popola, andróides que auxiliam a Resistência e são descendentes de seres similares que apresentaram problemas durante a história de Nier; as várias andróides Operadoras que atuam como supervisoras para a YoRHa; Anemone, uma líder de resistência que ajuda a YoRHa; os Pods 042 e 153 que acompanham as unidades YoRHa e agem como suporte de combate e comunicação com o Bunker; e Emil, um dos personagens principais de Nier que perdeu sua memória no meio tempo. Outros personagens tanto de Nier quanto Drakengard 3 são mencionados.

### Enredo
2B e 9S são enviados em uma incursão para dentro do território das máquinas inimigas, eliminando as ameaças para a Resistência local. Os dois contam com a ajuda de Anemone e mais tarde Pascal. Os andróides acabam testemunhando o nascimento de Adão e Eva, manifestações físicas da rede das máquinas, com estes revelando que seus criadores foram destruídos séculos antes. 2B e 9S também encontram A2, que está fugindo da YoRHa. Eles descobrem que as máquinas estão começando a sentir emoções e reunir-se em grupos, com alguns como o grupo de Pascal tendo se cansado da luta. 9S acaba capturado por Adão, que é morto por 2B. Eva fica louco pela ausência do irmão e faz com que as máquinas sob seu controle entrem em frenesi. 2B e 9S conseguem matar Eva, porém 9S é infectado pelo vírus de lógica das máquinas, forçando 2B a matá-lo. A personalidade de 9S é salva na rede das máquinas, permitindo que ela seja transferida para um novo corpo. Jogar o jogo uma segunda vez mostra a narrativa a partir da perspectiva de 9S, oferecendo novas visões sobre as máquinas e Adão e Eva. O andróide também descobre que os seres humanos estão extintos desde os eventos de Nier, com a exceção de um servidor na Lua contendo a história e DNA da humanidade. A YoRHa e sua missão foram criadas a fim de impedir que os andróides perdessem motivação. Ele também encontra um pequeno defeito durante sua sincronização de rotina com o servidor, paralisando o procedimento para si e 2B.
As mortes aparentes de Adão e Eva fazem a rede das máquinas entrar em caos, estimulando a YoRHa a lançar uma enorme invasão para finalmente por um fim na guerra. 2B e 9S formam parte da vanguarda, porém o vírus de lógica faz com que todos os andróides menos 2B e 9S fiquem hostis. Os dois recuam para o Bunker, que acaba tomado; o pequeno defeito encontrado por 9S era na verdade um buraco nas defesas de vírus da YoRHa, algo que deixou todo o esquadrão vulnerável. A infectada Comandante ordena que 2B e 9S voltem para o planeta e em seguida autodestrói o Bunker. Os andróides são forçados a se separar durante a reentrada por causa do ataque de unidades YoRHa sobreviventes, com 2B sendo infectada pelo vírus. A2 acaba afastando os inimigos e encontrando 2B; esta coloca suas memórias dentro de sua espada, encarrega A2 de finalizar sua missão e pede para ser morta. 9S vê A2 matar 2B, jurando vingança contra A2, ignorante sobre a conversa final das duas. Um estrutura criada pelas máquinas e chamada de a Torre emerge do solo, com A2 e 2B, junto com seus respectivos Pods 042 e 153, seguindo caminhos separados.
A2 continua a missão de 2B. O vilarejo de Pascal acaba atacado depois das máquinas perderem o controle, com A2 e Pascal afastando os inimigos, porém as "crianças" do vilarejo acabaram cometendo suicídio por medo de serem mortas. A2 recebe a opção de apagar as memórias de Pascal, matá-lo conforme seu pedido ou simplesmente ir embora, porém caso esta última opção seja a escolhida o robô criará um ódio contra a andróide. 9S enquanto isso investiga a Torre e seu propósito, descobrindo que andróides e máquinas são construídos do mesmo material e que a Torre está se preparando para lançar aparentemente um míssil contra o servidor da Lua. 9S fica atormentado pela perda da YoRHa e 2B, tornando-se emocionalmente e mentalmente instável. Ele consegue entrar na Torre com a ajuda de Devola e Popola, que sacrificam-se para segurar um ataque das máquinas; é revelado que elas são as últimas versões sobreviventes de um tipo de andróide que causou o fim da humanidade, por isso tendo sofrido perseguição por outros andróides e sendo programadas para sentir culpa eterna por suas ações. A2 também entra na Torre, onde é confrontada junto com 9S pela inteligência artificial que controla as máquinas. Sua história como sobrevivente de uma unidade precursora da YoRHa que foi projetada para ser destruída é revelada, enquanto 9S descobre que o ataque do vírus de lógica foi parte de um plano para perpetuar a mentira da sobrevivência da humanidade e prender máquinas e andróides em um ciclo de guerra.
A2 revela a verdade sobre 2B a 9S: sua verdadeira designação era "2E", uma unidade YoRHa projetada para matar 9S repetidas vezes sempre que ele descobrisse a verdade sobre a humanidade e YoRHa; 2B sofreu muito por seu papel e queria ajudar 9S de alguma forma através de A2. Entretanto, 9S está completamente insano e infestado pelo vírus de lógica, desafiando A2 para um duelo até a morte. O jogador pode selecionar qual personagem controlar. Caso A2 seja a escolhida, 9S é derrotado e ela consegue curá-lo do vírus, sacrificando-se para destruir a Torre enquanto o Pod 042 leva seu andróide para segurança. Caso 9S seja o escolhido, os dois se matam, porém a inteligência artificial diz ao agonizante 9S que acabou de mudar suas funções por causa da evolução das máquinas, em vez disso disparando uma arca contendo a essência das máquinas (incluindo os ainda vivos Adão e Eva) para encontrar um novo mundo. Se esses dois finais forem jogados, os Pods 042 e 153 falam com o jogador durante os créditos finais, afirmando que os dados de 2B, 9S e A2 ainda estão intactos. Caso o jogador concorde em salvar os dados, os dois Pods reconstroem as memórias, experiências e corpos dos andróides. Os Pods conversam entre si que, apesar da possibilidade dos três simplesmente repetirem tudo de novo, ambos têm fé que um novo futuro será forjado.

## Desenvolvimento
Depois do lançamento de Nier em 2010, tanto o diretor Yoko Taro quanto o produtor Yosuke Saito queriam produzir uma sequência. Saito conversou com a produtora assistente Yuki Yokoyama, porém esta não estava disposta em seguir em frente por causa das vendas baixas do jogo original. Entretanto, a publicadora Square Enix e a equipe principal que trabalhou no título passaram a desejar continuar Nier depois da recepção positiva que o original teve entre os fãs, porém também queriam criar uma experiência melhor e com uma jogabilidade mais voltada para a ação. Assim eles entraram em contato com a PlatinumGames, que tinha desenvolvido uma reputação de produtora de jogos de ação de qualidade como Bayonetta e Metal Gear Rising: Revengeance. Os estúdios concordaram em uma colaboração sob duas condições: que Yoko fosse o diretor e que ele estivesse presente para auxiliar no desenvolvimento. Esta segunda condição forçou Yoko a se mudar de Tóquio para Osaka, onde a PlatinumGames está sediada. Apesar do diretor estar inicialmente inseguro sobre a colaboração, a equipe da PlatinumGames queria trabalhar em um jogo Nier desde o lançamento do original, com seu entusiasmo e desejo de manterem-se fiéis ao primeiro título por fim acabando com todas as dúvidas. O projetista Takahisa Taura também queria produzir uma sequência de Nier antes mesmo da Square Enix entrar em contato com a produtora. O plano original era desenvolver o jogo para plataformas móveis ou PlayStation Vita, com Yoko afirmando que sua intenção original era criar algo semelhante ao jogo de simulação FarmVille, porém logo a equipe decidiu produzir o título para PlayStation 4. A ambientação de ficção científica veio da percepção de Yoko de que a PlatinumGames criava apenas jogos de ficção científica, com ele a partir disso pensando qual parte da história de Nier se encaixava nesse gênero.

### Projeto
A produção começou em 2014, incluindo seis meses de pré-produção. Vários membros originais da equipe de Nier retornaram. As desenvolvedores levaram em conta as opiniões dos fãs e críticos de Nier durante a produção, além de suas próprias opiniões sobre o jogo. Os pontos que precisavam ser abordados iam desde o desenho dos personagens até jogabilidade e gráficos. Eles também trouxeram de volta aspectos que foram bem recebidos, como a complexidade da história e a música. A maior parte do desenvolvimento foi realizado pela PlatinumGames em seus escritórios de Osaka e Tóquio, enquanto alguns funcionários externos também foram chamados. A produção apresentou novos desafios para Taura já que Automata era um RPG eletrônico de ação e não um jogo de ação puro como seus trabalhos anteriores. Enquanto Taura cuidou do sistema de combate de ação, o projetista Isao Negishi criou os elementos de RPG. Segundo Negishi e o programador Ryo Onishi, uma das maiores dificuldades foi criar um título fiel a Nier, forçando um distanciamento dos projetos anteriores do estúdio. A equipe da PlatinumGames foi parcialmente inspirada por The Witcher 3: Wild Hunt na criação das missões paralelas enquanto projetavam os elementos de RPG, acreditando que nunca seriam capaz de alcançar a qualidade desse outro jogo.
A equipe pegou os sistemas de Nier e infundiu elementos de outros títulos da PlatinumGames a fim de criar o sistema de combate de Automata. O conceito principal de Taura era para o combate ser melhor que o original e se entrelaçasse com a história. Uma consideração extra foi a inclusão de mecânicas que permitissem que tanto jogadores casuais quanto mais exigentes gostassem de jogar. Esta também foi a primeira tentativa do estúdio na produção de um jogo de mundo aberto: enquanto seus títulos anteriores possuíam uma estrutura linear movida pela história, Automata contém grandes ambientes conectados por transições sem emendas. Um elemento em particular salientado por Negishi foi a menor concentração de inimigos no mundo quando comparado com os números presentes em seus outros projetos, já que a natureza do jogo necessitava essa redução. Isto foi parte dos esforços para cumprir a visão criativa de Yoko: ao incluir menos inimigos, a equipe deu aos jogadores a oportunidade de "aproveitarem a beleza do mundo desolado do jogo". Outras inclusões exigidas foram os elementos de tiro e as mudanças de câmera para visões aéreas e laterais.

### Narrativa
Yoko foi o principal roteirista do jogo. A equipe definiu o tema central como "agaku", palavra japonesa que significa a luta para sair de uma situação ruim. Outro tema que Saito salientou foi "amor", que afirmou ser algo incomum já que o elenco principal é composto por robôs, que normalmente não são associados com emoções. De acordo com o produtor, um bom tempo e esforço foram gastos na criação da história e interação dos personagens para que fossem tão bons quanto em Nier. Yoko estava hesitante em adicionar Devola e Popola por causa de seus papéis integrais na história do jogo original, porém eventualmente decidiu inclui-las. O diretor comentou que enquanto o roteiro de Nier era "molhado" em seu conteúdo emocional, em Automata ele quis uma narrativa "seca" sobre a injustiça inerente do mundo e os preconceitos que os personagens são forçados a enfrentar. Um dos elementos recorrentes dos trabalhos de Yoko é sua examinação do que leva pessoas a matar e o impacto que essas mortes tem em outros – isto partiu de sua observação de como as pessoas gostam de matar inimigos encontrados em jogos eletrônicos, sugerindo que algo estava errado ou ausente dentro delas.
Vários finais diferentes foram criados, assim como no Nier original, porém as condições para alcançá-los não eram tão rigorosas como no primeiro jogo. Yoko queria que a conclusão da história fosse "feliz", algo que gerou ceticismo por parte de outros membros da equipe. O final feliz a partir da perspectiva do diretor era o quinto e último final. Yoko comentou que não concebeu esse final durante muito tempo pois estava ocupado com outros aspectos da história. Ele achou que os personagens estavam naturalmente dirigindo-se para esse encerramento em vez dele projeta-lo para os personagens. O último final possui uma sequência de tiro onde o jogador literalmente abre seu caminho por meio dos créditos; isto simbolizava o jogador e os personagens saindo do sistema conhecido para encontrar a esperança de um novo futuro. Yoko afirmou que isso representava o foco da história no futuro e elementos sistemáticos. A equipe também incluiu a opção dos jogadores deletarem seus dados salvos, uma mecânica também presente em Nier. Este elemento, que permitia que jogadores enviassem mensagens de encorajamento para outros jogadores ao redor do mundo, foi implementado no meio do processo de desenvolvimento.

### Arte
Akihiko Yoshida foi trazido como desenhista dos personagens principais. Apesar da PlatinumGames achar que ele iria recusar por estar muito ocupado com outros projetos, o desenhista e muitos membros de sua companhia CyDesignation estavam dispostos a participar por serem fãs de Nier. Yoshida entrou no desenvolvimento relativamente tarde no processo, assimYoko lhe deu guias gerais sobre desenhos elegantes com preto sendo a cor dominante. Ao contrário do jogo original que foi lançado em duas versões com protagonistas diferentes a fim de agradar tanto os gostos ocidentais quanto os orientais, a equipe decidiu ter os mesmos protagonistas em todas as versões de Automata, focando-se na criação de um RPG japonês de qualidade em vez de realizarem ajustes para o mercado ocidental. Este desejo de uma aparência internacional uniforme foi outra razão da equipe ter chamado Yoshida para juntar-se ao projeto. A Comandante, Adão e Eva foram desenhados por Yuya Nagai. O artista Toshiyuki Itahana da Square Enix cuidou dos redesenhos de Devola e Popola. As artes conceituais dos inimigos foram criadas por Hisayoshi Kijima, enquanto as artes ambientais ficaram aos cuidados de Kazuma Koda, Yasuyuki Kaji e Shohei Kameoka; o desenho ambiental foi um esforço colaborativo com Yoko, com a equipe lutando para fazer com que os espaços parecessem como locais que os jogadores visitariam no mundo real. Um dos desafios enfrentados na criação dos modelos dos personagens foi fazê-los parecer vivos apesar de sua natureza mecânica.

### Áudio
O compositor Keiichi Okabe, que trabalhou em Nier e em Drakengard 3, retornou para fazer a trilha sonora junto com seu estúdio Monaca, criando as músicas ao lado de seu parceiro Keigo Hoashi, outro veterano do título original. Kuniyuki Takahashi e Shotaro Seo, novatos da Monaca, foram compositores adicionais. A trilha de Automata foi influenciada por música clássica, ao mesmo tempo reusando elementos de Nier como o sentimento geral de melancolia. Desta vez as faixas passaram a representar temas e ambientes mais mecânicos e brutais do que no jogo anterior, que focava-se mais em vilarejos e campos verdes. Outro fator foi o ambiente de mundo aberto: Okabe criou várias músicas tranquilas ou agitadas que mudavam de uma para a outra dependendo da situação ou ambiente em vez de deixar uma única faixa em loop. O equilíbrio das músicas foi realizado usando Pro Tools. Outro retorno foi a cantora Emi Evans, que fez os vocais da trilha sonora de Nier. Vocais masculinos foram providenciados por Seo. Além disso, uma canção tema foi composta para Automata, com versões diferentes cantadas por Evans, Marina Kawano e J'Nique Nicole. Esta e Nami Nakagawa uniram-se com Evans a fim de criar um coral de três vozes em algumas das faixas, incluindo um dos temas de chefão. Várias músicas de Nier foram rearranjadas também.
O desenho sonoro geral ficou aos cuidados de Masato Shindo, que enfrentou uma desafio novo para a equipe da PlatinumGames: em seus projetos anteriores os ecos sonoros tinham sido manipulados por configurações individuais criadas pelos desenvolvedores, porém este método não serviria em Automata devido a escala de seu mundo aberto. Shindo em vez disso projetou uma paisagem sonora realista por meio de um sistema que cuidava dos ecos em tempo real, determinando o quanto de reverberação seria gerada baseando-se nos arredores atuais. A implementação sonora ficou com Masami Ueda, que teve que lidar com uma quantidade de trabalho muito maior do que em seus projetos anteriores. Fatores que ajudaram a facilitar a implementação foram os encontros anteriores e sua boa relação de trabalho que Ueda teve com Okabe.

## Lançamento
Yoko expressou em janeiro de 2014 após o lançamento de Drakengard 3 seu interesse em produzir um segundo spin-off da série Drakengard, porém naquele momento não especificou se isso seria relacionado de alguma forma com Nier. Yoko confirmou em dezembro do mesmo ano que estava trabalhando em um novo jogo eletrônico, porém não revelou mais detalhes. Nier: Automata foi anunciado pela primeira vez durante a conferência de imprensa da Square Enix na Electronic Entertainment Expo de 2015 sob o nome provisório de New Nier Project. Seu título oficial foi mantido em segredo na época pois isto revelaria aspectos de seu enredo. O jogo aparentemente estava apenas 10% completo na época de seu anúncio. Seu título oficial mais um trailer de jogabilidade e a previsão da janela de lançamento foram revelados na Paris Games Week de 2015. Ele inicialmente tinha previsão de lançamento para novembro de 2016, porém a Square Enix adiou a data pois existiam preocupações sobre seu desempenho comercial contra outros jogos proeminentes: foi decidido que um lançamento de quarto ou primeiro trimestre daria a Automata maiores chances de sucesso comercial. Este atraso teve o efeito positivo de dar aos desenvolvedores mais tempo para aprimorar a qualidade geral e equilíbrio de jogabilidade.
O jogo foi lançado no Japão em 27 de fevereiro de 2017. Foi criada uma "Edição Caixa Preta" limitada contendo o jogo, uma estatueta de 2B, um CD especial de um concerto com as músicas de Automata, um livro capa dura com artes conceituais, um código de download para um item especial e uma novela prequela. Esta novela reconta os eventos de Nier a partir das perspectivas de Devola e Popola, tendo sido escrita por Jun Eishima, uma colaboradora regular de materiais suplementares da série Drakengard, junto com Yoko. A versão de PlayStation 4 foi lançada no ocidente em 7 de março na América do Norte e em 10 de março nas regiões PAL. Além da versão padrão, existiu uma edição "Dia Um" que possuía uma capa reversível com arte de Yoshida, e também uma versão da Edição Caixa Preta contendo a edição Dia Um com acessórios adicionais, a estatueta de 2B, o livro de artes e um CD possuindo treze faixas tiradas das trilhas sonoras de Nier e dos jogos Drakengard.
Automata também foi anunciado como um lançamento digital para Microsoft Windows através da Steam. Uma preocupação tanto da Square Enix quanto da PlatinumGames era evitar pirataria na versão para computadores, algo que esperava-se que poderia adiar seu lançamento. A equipe considerou empregar gestão de direitos digitais da Denuvo para lidar com o problema, porém desistiram. A versão de Microsoft Windows estreou em 17 de março. Saito afirmou em novembro de 2016 que uma versão para Xbox One estava em consideração, anunciando também que o jogo teria suporte para o PlayStation 4 Pro. O produtor depois confirmou que nenhuma versão seria desenvolvida para Xbox One devido às baixas vendas do console no Japão, com o foco em um único console permitindo que a qualidade geral de Automata não fosse comprometida. Um conteúdo para download intitulado 3C3C1D119440927 foi lançado em maio, adicionando figurinos baseados em roupas dos personagens do Nier original, outros elementos cosméticos e coliseus de batalha, estes incluindo confrontos de chefões especiais contra Yosuke Matsuda e Kenichi Sato, respectivamente os presidentes da Square Enix e PlatinumGames. Uma versão para Xbox One acabou lançada em 26 de junho de 2018, contendo a expansão 3C3C1D119440927 e mais alguns acessórios para uso dentro do jogo. Uma versão para Nintendo Switch foi anunciada com data de lançamento prevista para 6 de outubro de 2022.

## Recepção

### Crítica
Nier: Automata foi muito bem recebido pela crítica especializada. No site agregador de resenhas Metacritic, que cria uma nota a partir de uma média aritmética ponderada, a versão de PlayStation 4 do jogo tem uma aprovação de 88/100 baseada em 99 críticas, indicando "aclamação universal". Já sua versão para Microsoft Windows tem um índice de aprovação um pouco menor com 84/100 a partir de doze críticas, também indicando "aclamação universal". A boa recepção e sucesso do título fizeram Hideki Kamiya, co-fundador da PlatinumGames, elogiar Yoko Taro e afirmar que o "Sucesso de Nier até este momento deu a Platinum novos fãs, uma equipe cada vez maior, uma história de sucesso brilhante, um aumento em candidatos qualificados para empregos e grandes benefícios".
A história foi elogiada pelos críticos. Miguel Concepcion da GameSpot disse que ela era "cativante", comentando positivamente a narrativa e direção não-convencional de Yoko. Janine Hawkins da Polygon gostou das viradas do enredo e salientou que aspectos de jogabilidade e narrativa foram alterados através dos diferentes finais, algo que ela achou que demonstrava que o jogo estava "muito investido em manter o ímpeto dos jogadores, lhes dando todos os motivos para continuarem seguindo em frente, e isto fez a perseguição desses finais 'verdadeiros' mais satisfatória para mim". Jim Sterling afirmou que Automata era uma "obra de arte que só poderia existir efetivamente como jogo eletrônico", elogiando como o título examina a "condição humana" de maneira profunda e sincera e usa seu formato para contar uma história envolvente, porém afirmou que existiam inconsistências nas caracterizações de 2B e 9S. Adam Cook da VideoGamer.com falou bem dos personagens, especialmente na relação entre os dois protagonistas por causa de suas diferenças e interações. Joe Juba da Game Informer escreveu que os vários finais diluíam muito o conteúdo jogo e não adicionavam tantas informações novas ao revisitar de uma perspectiva diferente uma situação anteriormente vista.
A jogabilidade foi elogiada e considerada uma melhora em relação aos jogos anteriores de Yoko. Chris Carter da Destructoid gostou da variedade nos combates, animações e chefões, dizendo que o "forte da Platinum é que ela sabe como lidar com qualquer forma de combate". Sam Prell da GamesRadar afirmou que o combate era "suave e inspirador", mas comentou que o jogo não fazia um bom trabalho em incentivar os jogadores a experimentarem as combinações de armas. James Kozanitis da Game Revolution falou que o combate era criativo, destacando as mudanças de estilo de jogabilidades. Entretanto, criticou as diferenças nas opções de dificuldade, afirmando que o modo normal era muito fácil e o modo difícil era extremamente difícil. Juba achou que a jogabilidade era repetitiva e não adicionava muita variedade significativa, fazendo com que "suas táticas no começo e final do jogo são praticamente as mesmas". Hawkins disse que a navegação sofria de muitas paredes invisíveis e pouca distinção entre superfícies escaláveis e barreiras intransponíveis: "encontrar o caminho correto para cima ou para baixo ocasionalmente envolvia o equivalente de bater minha cabeça contra uma parede até uma das duas finalmente desistir".
A música foi um ponto unânime de elogios. Mollie L. Patterson da Electronic Gaming Monthly elogiou a trilha sonora por sua variedade e por melhor as seções do jogo, enquanto Mike Fahey da Kotaku achou que ela conseguia "traduzir perfeitamente a estranha combinação do drama e capricho de Yoko em uma série maravilhosa de canções sublimemente perfeitas para os eventos e locais que elas acompanham". Meghan Sullivan da IGN afirmou que música era "incrível" e acrescentava conteúdo ao mundo de jogo. Por outro lado, o principal ponto de crítica contra o jogo foram problemas técnicos. Juba considerou a qualidade gráfica dos ambientes como uma "paisagem visual desinteressante". Jeffrey Matulef da Eurogamer disse que o mundo de jogo era feito de "texturas lameadas e paisagens encarpadas". Andy Kelly da PC Gamer gostou do jogo mas criticou a versão para Microsoft Windows, comentando negativamente os trinta quadros por segundo disponíveis e vários travamentos. Sullivan também encontrou travamentos e alguns erros que atrapalharam um pouco a experiência, inclusive durante algumas lutas contra os chefões.

### Vendas
Automata vendeu 198.542 cópias durante sua semana de estreia no Japão, ficando em primeiro nas tabelas de vendas e ultrapassando os números estabelecidos pelo Nier original em 2010. O jogo já tinha vendido 313.252 unidades físicas no Japão até o final de abril, com a Square Enix anunciando que a versão para PlayStation 4 tinha ultrapassado a marca de quinhentas mil cópias físicas e digitais vendidas na região da Ásia. O título também teve um bom desempenho mundialmente, com mais de 4,85 milhões de unidades vendidas até setembro de 2020, incluindo versões físicas e digitais para PlayStation 4, Microsoft Windows e Xbox One. O desempenho comercial de Automata superou as expectativas iniciais da Square Enix, fazendo a empresa comentar que o título "demonstrou um potencial significativo para um futuro desenvolvimento de franquia".

### Prêmios
Automata foi indicado e venceu vários prêmios de diversas publicações. Ele foi escolhido o Jogo do Ano pela Game Debate e Slant Magazine, recebendo indicações na mesma categoria pela IGN, PC Gamer, PlayStation.Blog, Game Developers Choice Awards e SXSW. O jogo recebeu o prêmio de excelência da Japan Game Awards. Além disso, o título apareceu nas listas de melhores da GameSpot, Polygon, The A.V. Club, Game Revolution, Eurogamer e VG24/7. Sua trilha sonora venceu os prêmios do The Game Awards, Hardcore Gamer, Game Debate, Game Informer e SXSW, tendo sido indicada pela IGN, The Sixth Axis, Game Developers Choice Awards e PlayStation.Blog. Já sua história e narrativa foram escolhidas como as melhores do ano pela The Sixth Axis, e Hardcore Gamer, conseguindo indicações pelo The Game Awards, Golden Joystick Award, IGN, PC Gamer e PlayStation.Blog.
O jogo venceu como o melhor RPG na Academia de Artes e Ciências Interativas, recebendo indicações pelo The Game Awards e IGN. Foi escolhido como o melhor jogo de ação de 2017 pela PC Gamer, melhor de ficção científica pela Game Debate, melhor sequência pela Hardcore Gamer e melhor título para PlayStation 4 pela Destructoid, tendo sido indicado neste última categoria também pela IGN. Foi premiado como excelência em realização técnica pela SXSW, ganhando indicações nas categorias de realização visual e excelência em arte. Automata também recebeu indicações de melhor projeto de jogo pela Game Developers Choice Awards, BAFTA Game Awards e SXSW. A IGN fez uma lista dos treze momentos mais épicos de 2017 nos jogos eletrônicos e escolheu a abertura de Automata como um deles.